# クリスチャン新聞
クリスチャン新聞（クリスチャンしんぶん）は、いのちのことば社から発行されている福音派系の週刊キリスト教全国紙である。

## 概要
1967年（昭和42年）5月1日に創刊された。B3判の8ページの週刊新聞である。創立者はケネス・マクビーティ、歴代編集長は関栄二、守部喜雅、根田祥一、中野晶正、髙橋昌彦である。
聖書信仰の確立、世界宣教のビジョン、健全な教会成長、実際生活の指針、を編集方針に掲げてきた。文書伝道を目的に月刊クリスチャン新聞福音版も発行している。紙ベースでの発行のほか、2014年から電子版（無料版/有料版）も開始した。
2007年頃よりクリスチャントゥデイ異端カルト疑惑を報じており、電子版では2012年以後「異端・カルト」のカテゴリーにおいて掲載している。クリスチャントゥデイを異端・カルトとしていた者を同社が訴えた名誉毀損訴訟の2013年11月の判決においては、被告敗訴の判決を「引き分け」と伝えた。

## 編著書
- 『神々の精神風土：日本人の宗教観を探る』いのちのことば社、1988年1月。
- 『聖書66巻がわかる：創世記からヨハネ黙示録まで』いのちのことば社、2001年11月。
- 『ドキュメント異端：教会への挑戦』いのちのことば社、1986年。
- 『異端からの回心：統一協会』いのちのことば社、2015年。
- 『異端からの回心：エホバの証人』いのちのことば社、1994年9月。
- 『聖書のにんげん模様』いのちのことば社、2009年1月。